# ورنيش

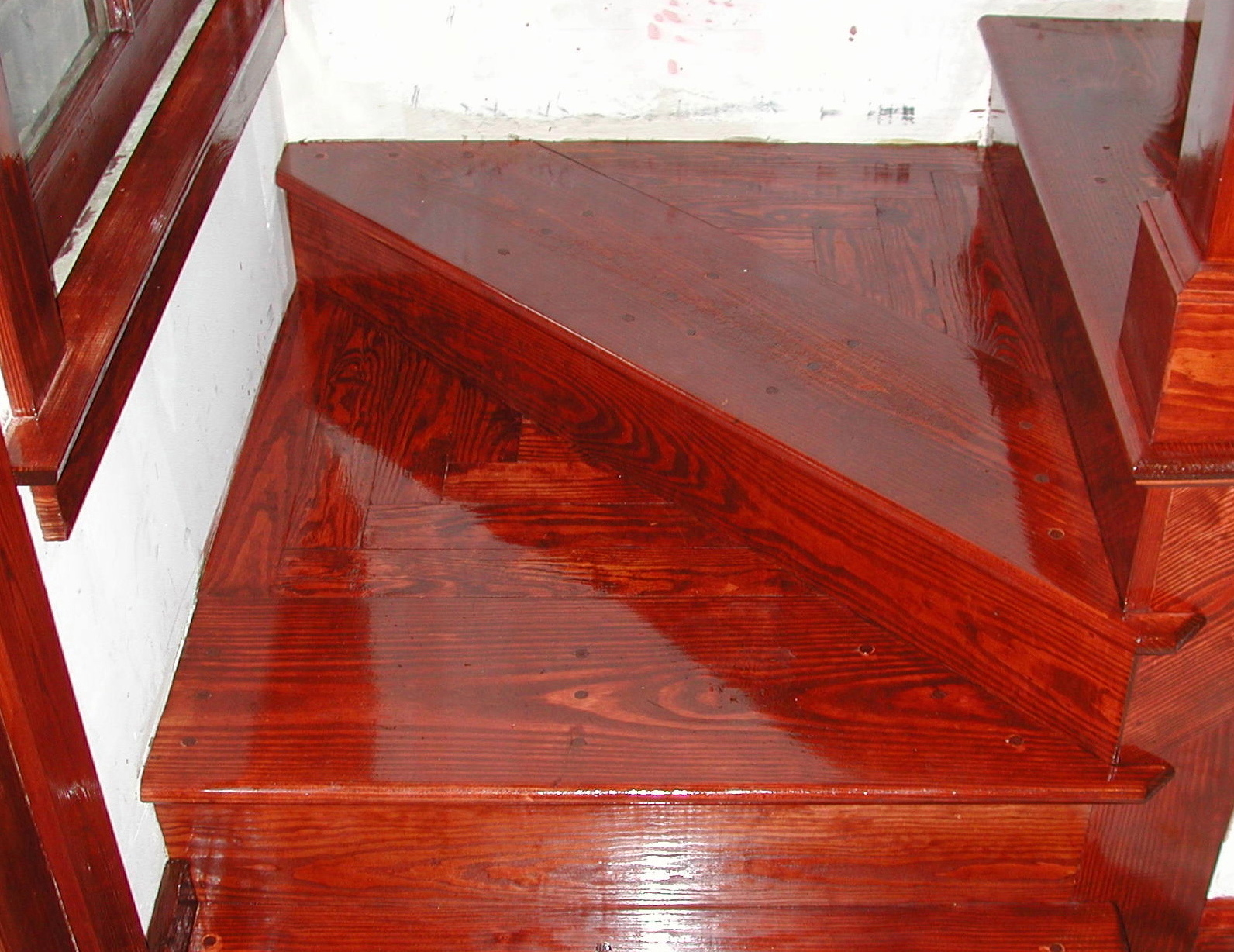

الوَرْنِيش أو البَرْنِيق محلول الصمغ، أو الراتينج في الزيت (الورنيش الزيتي) أو مذيب متطاير (الورنيش الكحولي) يجف عند تعرضه للهواء مكونا غلالة رقيقة لامعة.واللك المصفى هو محلول اللك في الكحول، والمينا عبارة عن ورنيش مضاف اليه بعض الصبغات. وطلاء اللك إما أن يكون أحد مشتقات السيليلوز مذابا في مذيب متطاير وأما الورنيش الطبيعي صنع من عصارة بعض الأشجار.